# Gökdeniz Karadeniz
Pour les articles homonymes, voir Karadeniz.
Gökdeniz Karadeniz (né le 11 janvier 1980 à Giresun) est un ancien footballeur turc ayant évolué aux postes d'ailier et de milieu offensif.
Il est sélectionné pour jouer la phase finale de l'Euro 2008.
Son but le plus important a sans doute été celui marqué contre la Grèce en 2006, lors de la victoire historique des Turcs à Athènes, 4-1, où il avait inscrit le 4e but en débordant complètement la défense grecque et en crucifiant le gardien Antonios Nikopolidis à la 81e minute.

## Biographie
Gökdeniz signe son premier contrat pro avec Trabzonspor en 1999 à l'âge de 19 ans. Peu à peu il s'impose comme un titulaire régulier en raison de bonnes performances lors de ses rentrées en cours de jeu; il devient alors un joueur-clé au club et le 11 mars 2000 il est appelé chez les espoirs de l'équipe turque, mais l'année décollage pour Gökdeniz a lieu en 2002. Il inscrit quelques buts importants en Championnat et en peu de temps il devient le chouchou des supporters. En 2003 il parvient à devenir un des meilleurs joueurs du Championnat et forme un duo redoutable avec son coéquipier Fatih Tekke.
À la fin de la saison 2002/2003 il est appelé pour la première fois en Équipe Nationale par Şenol Güneş pour aller disputer la Coupe des confédérations en France et à l'occasion de sa troisième sélection contre le Brésil il marqua un but qui redonna espoir à l'équipe turque. La Turquie termine troisième du tournoi et Gökdeniz est l'une des révélations avec l'attaquant Okan Yılmaz auteur respectivement de 2 buts, et 3 buts. Après cette saison Gökdeniz est un peu plus décevant tout comme son équipe ; du reste Trabzonspor doit s'appuyer sur l'attaquant Fatih Tekke pour se sauver ; en bref l'année 2004 restera une année compliquée pour le meneur turc, une année aussi marquée par la non-qualification de l'équipe Nationale pour l'Euro 2004.
La saison suivante est un gros décollage : l'équipe de Trabzonspor est nettement plus performante, ce qui la mènera loin en Coupe de Turquie, et en haut du classement en Championnat. L'entente entre Gökdeniz et Tekke fait forte impression mais à l'issue de la saison le club manque de peu la qualification pour la Champions League et perd son attaquant Fatih Tekke transféré au Zénith Saint-Pétersbourg. La saison suivante Gökdeniz trouve un nouveau compère en attaque (Ibrahima Yattara) avec lequel ils marquèrent à eux deux 20 buts en Championnat mais le club fut sorti rapidement en Coupe UEFA.
À l'issue de la saison Trabzonspor termine seulement 6e et n'est donc pas qualifié pour jouer l'Europe et la saison commence très mal. Trabzonspor est classé dans le bas de tableau et est en grave difficulté.
À l'issue du mercato hivernal Gökdeniz quitte le club où il a passé 10 années, il signe pour un transfert qui s'élève à 8,5 millions d'euros chez le club russe du Roubine Kazan où il a d'ailleurs rejoint l'attaquant du Galatasaray SK Hasan Kabze. Du reste depuis son arrivée chez le club russe il remporte le championnat 2008 et marque 6 buts cette saison, et il jouera même la saison prochaine, sa première Ligue des champions. En Ligue des champions il marque son premier but face au FC Barcelone lors de la victoire surprise du Roubine Kazan (2-1), but victorieux.

## Statistiques
| Saison                | Club                  | Championnat           | Championnat | Championnat | Coupe(s) nationale(s) | Coupe(s) nationale(s) | Compétition(s) continentale(s) | Compétition(s) continentale(s) | Compétition(s) continentale(s) | Total | Total |
| Saison                | Club                  | Division              | M.          | B.          | M.                    | B.                    | Comp.                          | M.                             | B.                             | M.    | B.    |
| 1997-1998             | Trabzonspor           | D1                    | 1           | 0           | 1                     | 0                     | -                              | -                              | -                              | 2     | 0     |
| 1998-1999             | Trabzonspor           | D1                    | -           | -           | -                     | -                     | -                              | -                              | -                              | 0     | 0     |
| 1999-2000             | Trabzonspor           | D1                    | 10          | 0           | -                     | -                     | -                              | -                              | -                              | 10    | 0     |
| 2000-2001             | Trabzonspor           | D1                    | 33          | 5           | 3                     | 0                     | -                              | -                              | -                              | 36    | 5     |
| 2001-2002             | Trabzonspor           | D1                    | 33          | 4           | 3                     | 0                     | -                              | -                              | -                              | 36    | 4     |
| 2002-2003             | Trabzonspor           | D1                    | 31          | 4           | 4                     | 3                     | -                              | -                              | -                              | 35    | 7     |
| 2003-2004             | Trabzonspor           | D1                    | 33          | 14          | 5                     | 2                     | C3                             | 2                              | 1                              | 40    | 17    |
| 2004-2005             | Trabzonspor           | D1                    | 32          | 12          | 3                     | 2                     | C1+C3                          | 4+2                            | 1+1                            | 41    | 16    |
| 2005-2006             | Trabzonspor           | D1                    | 15          | 6           | -                     | -                     | C1                             | 2                              | 0                              | 17    | 6     |
| 2006-2007             | Trabzonspor           | D1                    | 34          | 8           | 8                     | 3                     | C3                             | 4                              | 1                              | 46    | 12    |
| 2007-2008             | Trabzonspor           | D1                    | 24          | 11          | 4                     | 3                     | CI                             | 2                              | 0                              | 30    | 14    |
| Sous-total            | Sous-total            | Sous-total            | 246         | 64          | 31                    | 13                    | -                              | 16                             | 4                              | 293   | 81    |
| 2008                  | Rubin Kazan           | D1                    | 27          | 6           | -                     | -                     | -                              | -                              | -                              | 27    | 6     |
| 2009                  | Rubin Kazan           | D1                    | 25          | 6           | 3                     | 0                     | C1                             | 6                              | 1                              | 34    | 7     |
| 2010                  | Rubin Kazan           | D1                    | 17          | 1           | -                     | -                     | C3                             | 4                              | 0                              | 21    | 1     |
| 2010-2011             | Rubin Kazan           | -                     | -           | -           | -                     | -                     | C1+C3                          | 6+2                            | 0                              | 8     | 0     |
| 2011-2012             | Rubin Kazan           | D1                    | 35          | 6           | 5                     | 2                     | C1+C3                          | 4+8                            | 0+1                            | 52    | 9     |
| 2012-2013             | Rubin Kazan           | D1                    | 28          | 3           | 2                     | 0                     | C3                             | 12                             | 4                              | 42    | 7     |
| 2013-2014             | Rubin Kazan           | D1                    | 21          | 3           | 1                     | 1                     | C3                             | 9                              | 2                              | 31    | 6     |
| 2014-2015             | Rubin Kazan           | D1                    | 21          | 7           | 3                     | 0                     | -                              | -                              | -                              | 24    | 7     |
| 2015-2016             | Rubin Kazan           | D1                    | 22          | 5           | -                     | -                     | C3                             | 6                              | 2                              | 28    | 7     |
| 2016-2017             | Rubin Kazan           | D1                    | 9           | 0           | 3                     | 0                     | -                              | -                              | -                              | 12    | 0     |
| 2017-2018             | Rubin Kazan           | D1                    | 21          | 2           | -                     | -                     | -                              | -                              | -                              | 21    | 2     |
| Sous-total            | Sous-total            | Sous-total            | 226         | 39          | 17                    | 3                     | -                              | 57                             | 10                             | 300   | 52    |
| Total sur la carrière | Total sur la carrière | Total sur la carrière | 472         | 103         | 48                    | 16                    | -                              | 73                             | 14                             | 593   | 133   |

## Palmarès
- 50 sélections et 6 buts en équipe de Turquie.
- Championnat de Russie :
  - Champion en 2008 et 2009 (Roubine Kazan)
- Coupe de Russie :
  - Finaliste en 2009 (Roubine Kazan)
- Championnat de Turquie :
  - Vice-champion 2004 et 2005 (Trabzonspor)
- Championnat d'Europe :
  - Demi-finaliste en 2008 ( Turquie)
- Coupe des confédérations :
  - Troisième en 2003 ( Turquie)